# Caillavet, Gers
Caillavet är en kommun i departementet Gers i regionen Occitanien i sydvästra Frankrike. Kommunen ligger i kantonen Vic-Fezensac som tillhör arrondissementet Auch. År 2022 hade Caillavet 166 invånare.

## Befolkningsutveckling
Antalet invånare i kommunen Caillavet
Referens:INSEE